# Daochia fyanensis
Daochia fyanensis är en insektsart som beskrevs av Wei, Zhang och Webb 2006. Daochia fyanensis ingår i släktet Daochia och familjen dvärgstritar. Inga underarter finns listade i Catalogue of Life.